# جشنیان (مرودشت)
جشنیان (مرودشت)، روستایی از توابع بخش درودزن شهرستان مرودشت در استان فارس ایران است.

## جمعیت
این روستا در دهستان رامجرد دو قرار دارد و براساس سرشماری مرکز آمار ایران در سال 1395، جمعیت آشماره حساب بفرست 216 نفر (160خانوار) بوده‌است.